# 박동익
박동익(朴東翼, 일본식 이름: 朴原東翼, 1894년 ~ ?)은 일제강점기의 관료이다.

## 생애
함경남도 북청군 출신으로, 1915년에 경성농림학교를 졸업한 뒤 주로 함경북도 지역에서 지방행정 관리로 일했다.
학교 졸업 직후 조선총독부 직속 기간인 임시토지조사국 서기보로 임명된 것을 시작으로, 1916년에는 함경북도 길주군의 군서기에 임명되었다. 이후 무산군과 명천군을 거쳐 1927년에 종성군의 서무주임으로 승진했다.
1930년에는 정8위에 서위되고 온성군 군수로 발탁되어 총독부 군수가 되었다. 이후 명천군과 무산군, 길주군 군수를 차례로 지냈다. 길주군수로 재직하던 1935년에 총독부가 편찬한 《조선공로자명감》에 총 353명의 공로자 중 한 명으로 이름이 수록되었다. 1942년을 기준으로 정6위 훈5등에 서위되어 있었다.
2008년에 민족문제연구소가 친일인명사전 편찬 준비 과정에서 발표한 친일인명사전 수록예정자 명단 중 관료 부문에 포함되었다.

## 참고 자료
- 박동익(朴東翼) - 국사편찬위원회